# 神戸高速線
神戸高速線（こうべこうそくせん）は、神戸高速鉄道が第三種鉄道事業者として所有し、阪神電気鉄道・阪急電鉄・神戸電鉄が第二種鉄道事業者として運行する鉄道路線の総称である。各社が営業上の路線名として「神戸高速線」の名称を用い、営業面で共通の取り扱いを行っている。かつては山陽電気鉄道も第二種鉄道事業者として「神戸高速線」の路線名を用いて運行していた。本項では各社の路線の共通事項を中心に説明する。

## 概要
神戸高速鉄道は旧・地方鉄道法時代の1968年に営業を開始した鉄道会社であるが、設立の経緯から当初より鉄道車両と乗務員を自社で用意せず、鉄道施設（線路や電気設備、駅施設など）のみを整備した上で、阪神電気鉄道・阪急電鉄・山陽電気鉄道・神戸電鉄の4社（以下、乗り入れ4社）の車両・乗務員による列車運行の管理を行うという営業手法を採っていた。
1987年4月1日に鉄道事業法が施行されると、鉄道事業者は施設を保有し自ら運行を行う「第一種鉄道事業者」、施設は保有せず列車運行と施設管理のみを行う「第二種鉄道事業者」、施設のみ保有する「第三種鉄道事業者」に分類されることになったが、第一種鉄道事業の認可を希望した神戸高速鉄道に対し運輸省が「車両と乗務員をもっぱら借り受けている」ことを理由にこれを認めなかったため、従前の営業方法を継続する方策として、神戸高速鉄道が第三種鉄道事業を、乗り入れ4社が第二種鉄道事業の免許をそれぞれ取得し、乗り入れ4社が鉄道施設と駅設備の管理を神戸高速鉄道に委託することになった。このときに、乗り入れ4社が第二種鉄道事業の路線名として共通で申請した路線名が「神戸高速線」である。運賃設定にあたっては乗り入れ4社が各社の他路線と独立した運賃体系とし、各社の「神戸高速線」を跨いで乗り継いでも共通の運賃としたこと、さらに各社間の精算にあたっては乗り入れ4社の運賃相当額を委託料として神戸高速鉄道が受け取る形態としたことで、営業面では神戸高速鉄道が路線管理の責任を負うとともに、第一種鉄道事業相当の運賃収入を得ることになって、従前からと共通の取り扱いがなされた。
2010年9月30日をもって神戸高速鉄道への委託を終え、また同時に山陽電気鉄道が神戸高速線全区間の第二種鉄道事業免許を廃止、阪急電鉄が新開地 - 西代間の神戸高速線を廃止（現在も阪神・阪急で重複している高速神戸 - 新開地間を除き神戸高速鉄道東西線における第二種鉄道事業者同士の重複を解消）したことで、現在では、阪神電気鉄道・阪急電鉄・神戸電鉄の3社が、下記の区間について神戸高速鉄道より施設を借り受けて営業を行っている。ただし、運賃体系は従前の取扱いを継続している。そしてこの運営形態の変更により、駅名標を始めとする諸看板は神戸高速鉄道のオリジナルデザインから、西元町・高速神戸・新開地・大開・高速長田の5駅は阪神のデザインに、花隈駅は阪急のデザインに変更された。また、制服は全駅で阪神と同デザインの物に変更されたが、制帽とネクタイのみ神戸高速鉄道のオリジナルデザインである。

## 第二種鉄道事業路線の区間

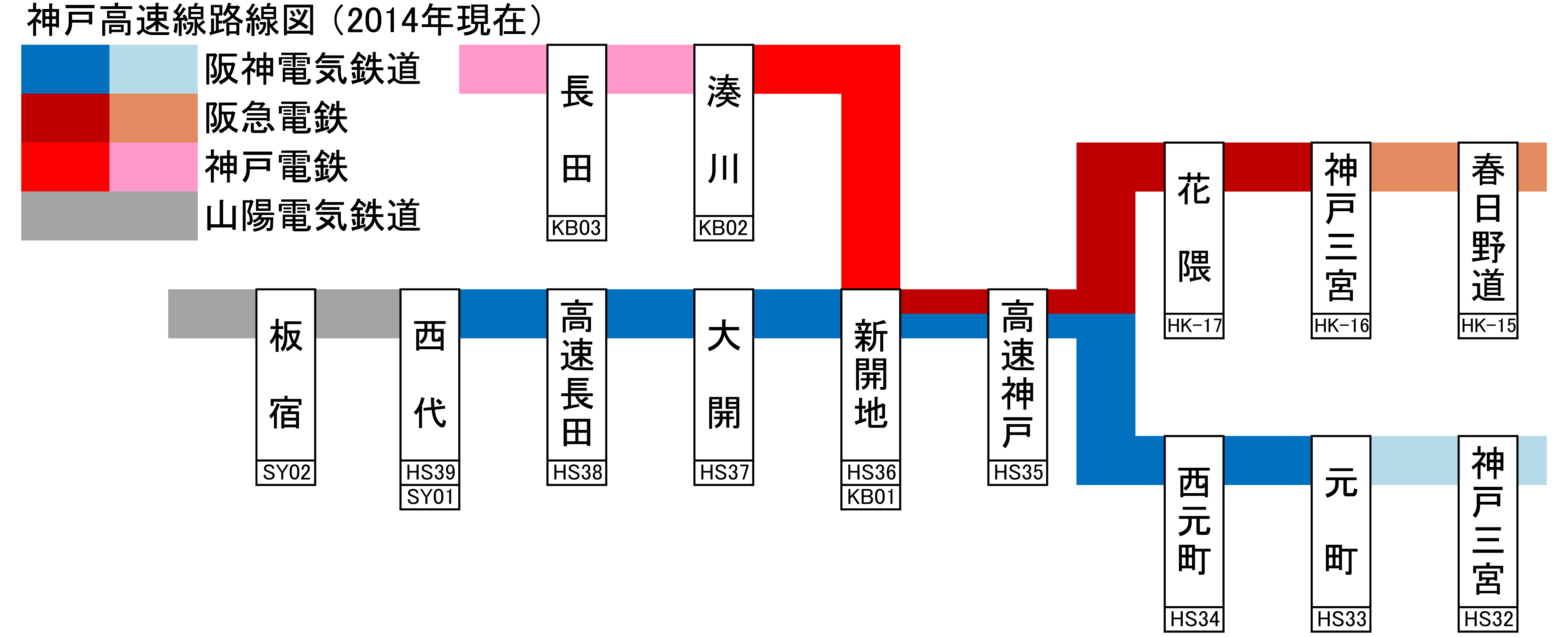
神戸高速線の路線図。青色が阪神神戸高速線、茶色が阪急神戸高速線、赤色が神戸電鉄神戸高速線。

- 阪神電気鉄道 神戸高速線 - 神戸高速鉄道東西線（元町 - 西代）[2]
- 阪急電鉄 神戸高速線 - 神戸高速鉄道東西線（阪急神戸三宮 - 新開地）[2]
- 神戸電鉄 神戸高速線 - 神戸高速鉄道南北線（新開地 - 湊川）[3]

### 廃止された第二種鉄道事業路線の区間
- 阪急電鉄 神戸高速線 - 神戸高速鉄道東西線（新開地 - 西代）
- 山陽電気鉄道 神戸高速線 - 神戸高速鉄道東西線（元町 - 西代、阪急神戸三宮 - 高速神戸）

## 運賃
上記概要のとおり、歴史的経緯から、神戸高速線については「神戸高速」（神高・KK）として、阪神・阪急・神鉄各社の他線とは独立した運賃体系をとっている。
| 140 | 高速長田 |      |      |        |          |      |        |       |          |          |
| 140 | 140      | 大開 |      |        |          |      |        |       |          |          |
| 160 | 140      | 140  | 湊川 |        |          |      |        |       |          |          |
| 140 | 140      | 140  | 140  | 新開地 |          |      |        |       |          |          |
| 160 | 140      | 140  | 140  | 140    | 高速神戸 |      |        |       |          |          |
| 160 | 160      | 140  | 140  | 140    | 140      | 花隈 |        |       |          |          |
| 160 | 160      | 140  | 140  | 140    | 140      | 140  | 西元町 |       |          |          |
| 160 | 160      | 160  | 140  | 140    | 140      | 140  | 140    | 元町  |          |          |
| 160 | 160      | 160  | 160  | 140    | 140      | 140  | 140    | 160   | （阪急） | 神戸三宮 |
| 160 | 160      | 160  | 160  | 140    | 140      | 140  | 140    | (140) | （阪神） | 神戸三宮 |

- キロ程 1〜3 kmを1区運賃、4〜6 kmを2区運賃としている。
- 表中の（阪神）神戸三宮駅 - 元町駅間の運賃は阪神電鉄線の運賃である（神戸高速線1区運賃と同額の特定運賃）。
- 阪急線・神戸電鉄線・山陽電鉄線との連絡運賃はそれぞれ接続駅を境に各線の運賃を合算するが、阪神電鉄線との連絡運賃は阪神神戸三宮駅発着の阪神電鉄線運賃と元町駅発着の神戸高速線運賃を合算する[8]。
  - 阪神神戸三宮駅発着となる神戸高速線方面への運賃は阪急神戸三宮駅発着運賃と同額。また、阪急神戸三宮駅発着の神戸高速線乗車券で阪神神戸三宮駅が利用可能[9]。
- 2025年1月19日より神戸高速線の運賃に鉄道駅バリアフリー料金が加算される[10][4]。

- 定期乗車券においては神戸三宮駅 - 高速神戸駅間にて相互利用の特例がある（後述）。
- 阪急阪神ホールディングスが発行する株主優待乗車証ではこの区間は使用できず、乗り越し精算機で精算する必要がある。

### 乗継割引・連絡割引
以下の乗継割引制度・連絡割引制度が設定されている。運賃が上昇している一方で割引額は開業当初から大きな変更がなく、今では割引を実感しにくくなっていることも指摘されている経緯から、阪急阪神ホールディングスは、神戸市保有の株式取得後に運賃引き下げをすることを検討していると報じられたが、結果的に割引額の変更は行われていない。
- 以下の区間の各駅間を乗車する場合は、各社線の運賃を大人は10円、小児は5円を割り引いた額を合算する。（10円未満切り上げ）
  - 阪神本線 大石駅 - 春日野道駅間各駅と神戸高速線各駅相互間
  - 阪神本線 大石駅 - 春日野道駅間各駅と神戸高速線経由山陽電鉄本線 板宿駅・東須磨駅 相互間
  - 阪神本線 大石駅 - 春日野道駅間各駅と神戸高速線経由神戸電鉄有馬線 長田駅・丸山駅 相互間
  - 阪急神戸本線 王子公園駅・春日野道駅と神戸高速線各駅相互間
  - 阪急神戸本線 王子公園駅・春日野道駅と神戸高速線経由山陽電鉄本線 板宿駅・東須磨駅 相互間
  - 阪急神戸本線 王子公園駅・春日野道駅と神戸高速線経由神戸電鉄有馬線 長田駅・丸山駅 相互間
  - 山陽電鉄本線 板宿駅・東須磨駅と神戸高速線（阪神神戸三宮駅を含む）各駅相互間
  - 神戸電鉄有馬線 長田駅・丸山駅と神戸高速線（阪神神戸三宮駅を含む）各駅相互間
- 以下の区間の各駅間を乗車する場合は、神戸高速線の大人運賃を20円割り引く。（小児は大人運賃の半額を端数処理）[14]
  - 阪急神戸本線 大阪梅田駅 - 神崎川駅間各駅と神戸高速線湊川駅 相互間
  - 阪急神戸本線 大阪梅田駅 - 神崎川駅間各駅と神戸高速線経由神戸電鉄線長田駅以北の各駅相互間
- 上記以外の場合で、以下の区間の各駅間を乗車する場合、神戸高速線の大人運賃を10円割り引く。（小児は大人運賃の半額を端数処理）
  - 神戸電鉄線各駅（長田駅・丸山駅を除く）と神戸高速線新開地駅 相互間
  - 阪神本線 芦屋駅 - 春日野道駅間各駅と神戸高速線経由山陽電鉄本線 板宿駅 - 西舞子駅間各駅相互間
  - 阪急神戸本線 岡本駅 - 春日野道駅間各駅と神戸高速線経由山陽電鉄本線 板宿駅 - 西舞子駅間各駅相互間

### 阪神なんば線方面の連絡乗車券
阪神なんば線方面の連絡乗車券については、大阪難波駅までの延伸当初は西九条駅までの既存区間しか購入できなかったが、その後、高速長田駅および大開駅には2009年の改札増設時に新規開業区間対応のタッチパネル式自動券売機が設置され、さらに新開地・高速神戸・西元町の各駅の自動券売機のうち1台ずつが後からタッチパネル式に交換されたため、2010年10月現在は元々阪神連絡乗車券を発売していない花隈駅を除く全駅にて大阪難波駅までの連絡乗車券を発券できる。しかし、大阪難波駅から先の近鉄線方面への連絡乗車券の発売は行っていないため、神戸高速線内各駅から大阪難波駅経由で近鉄線の駅へ向かう場合、大阪難波駅までの乗車券を購入の上、不足運賃を近鉄車内または降車駅で精算する。

### 定期乗車券の相互利用
1996年10月1日より、阪急電鉄および阪神電気鉄道において、定期乗車券（通勤定期券・IC通勤定期券・IC通学定期券）の相互利用サービスが提供されており、神戸高速線においても下記の条件を満たす場合に適用される。
- 有効区間に「阪急神戸高速線 神戸三宮駅 - 高速神戸駅間」または「阪神神戸高速線 神戸三宮駅 - 高速神戸駅間」を含む場合の相互利用
  - 券面路線に関係なく阪神神戸三宮駅・元町駅・西元町駅、阪急神戸三宮駅・花隈駅での乗降も可能[15][16]。

なお、神戸高速鉄道とは直接関係ないが通勤定期券・IC通勤定期券の有効区間に「阪急神戸本線 神戸三宮駅 - 大阪梅田駅間」または「阪神本線 神戸三宮駅 - 大阪梅田駅」を含む場合の相互利用も可能となっている。但し、こちらの相互利用特例においてはIC通学定期券は対象外で券面外路線での途中駅での乗降は不可（別途運賃が必要）という違いがある。